# Sphecodes atriapicatus
Sphecodes atriapicatus är en biart som beskrevs av Embrik Strand 1912. Sphecodes atriapicatus ingår i släktet blodbin, och familjen vägbin. Inga underarter finns listade i Catalogue of Life.